# ウェルトゥムヌスとしての皇帝ルドルフ2世像
『ウェルトゥムヌスとしての皇帝ルドルフ2世像』（ウェルトゥムヌスとしてのこうていルドルフ2せいぞう、典: Vertumnus, porträttet av Rudolf II）は、ジュゼッペ・アルチンボルドによる神聖ローマ帝国皇帝ルドルフ2世の肖像画。ルドルフ2世をローマ神話における豊穣の神ウェルトゥムヌスに見立てて描いている。皇帝の頭部と胸部が、麦の穂、洋ナシ、サクランボ、トウモロコシ、イチジク、ナス、ズッキーニ、アーティチョークなど、50種以上の野菜や果実、花で構成されている。1591年にアルチンボルドは自作の詩を添えて本作と『フローラ』を皇帝に献上した。翌1592年にアルチンボルドにはパラティン伯選帝侯の爵位が授けられた。
本作より前に製作された連作『四大元素』や『四季』では、横顔が描かれていたが、本作では、正面を向いた肖像として描くことによって、諸元素や季節のすべてを司る、皇帝による統治とその永続性が表現されている。本作は、様々に姿を変えることができる能力を有するウェルトゥムヌスが皇帝であるルドルフ2世に変身した瞬間を描いたものであると考えられている。
ルドルフ2世が亡くなった後、ボヘミアは欧州全体を巻き込む三十年戦争の主戦場となり、プラハ城のルドルフ2世の収集品のほとんどが破壊され、散逸した。本作は、1648年にスウェーデンによって略奪されて同国に移され、現在はストックホルム郊外の湖畔に建つスコークロステル城に収蔵されている。